# Кларк, Уолтер
Уолтер Кларк (англ. Walter Leighton Clark; 1859—1935) — американский бизнесмен и изобретатель, художник и скульптор.

## Биография

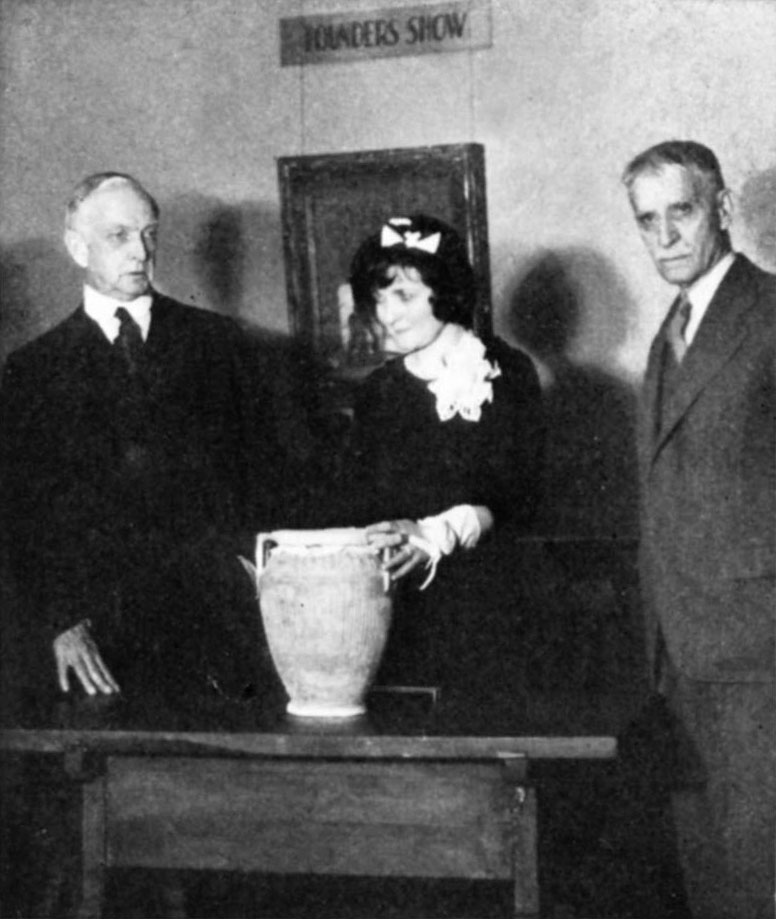
Уолтер Кларк, Helen Holt Hawley и Bruce Crane в Grand Central Art Galleries, 1933 год

Родился 9 января 1859 года в Филадельфии, штат Пенсильвания.
В 1922 году вместе с  Джоном Сарджентом и Эдмундом Грисеном, создал в Нью-Йорке ассоциацию Painters and Sculptors Gallery Association, продолжением которой стали галерея Grand Central Art Galleries и школа Grand Central School of Art, расположенные вблизи Центрального железнодорожного вокзала. Галерея предлагала американским художникам возможность выставлять свои работы в Соединенных Штатах без необходимости отправлять их за границу. Вместе со скульптором Даниэлем Френчем и доктором Austen Fox Riggs, Кларк сыграл центральную роль в становлении художественного фестиваля Berkshire Theatre Festival в Стокбридже, штат Массачусетс. Когда прекратило работу стокбриджское казино, спроектированное архитектором Стэнфордом Уайтом в 1887 году, Кларк, Френч и Риггс приобрели это здание и после ремонта стали проводить в нём с 1928 года Berkshire Theatre Festival, ставший одним из крупнейших в регионе центром культурной жизни. В Стокбридже Уолтер Кларк изучал скульптуру у Даниэля Френча; в 1916 году создал надгробие для коллекционера и деятеля искусства Александра Дрейка (англ. Alexander Wilson Drake).
Умер 18 декабря 1935 года в городе Стокбридж, штат Массачусетс, и похоронен на городском кладбище Stockbridge Cemetery. На его надгробном камне выгравированы слова американского пастора и писателя Эдварда Хейла: «Look up and not down; Look forward and not back; Look out and not in; And lend a hand». Кларк был квакером, у него были дети — Walter Leighton Clark, Jr. и Bertha Vaughan Dunn Clark.
В 1937 году была опубликована его автобиография «Leaves From an Artist's Memory», которую Кларк диктовал своей сестре Эмме (англ. Emma Killé Clark) лёжа в постели больным. В книге он рассказал о своей жизни, начиная от ученика на механическом заводе до промышленника, о своих путешествиях и дружбе со многими известными американцами — Эндрю Карнеги, Томасом Эдисоном, Чарльзом Гибсоном, Эллен Терри, Джорджем Вестингаузом и многими другими.

## Интересный факт

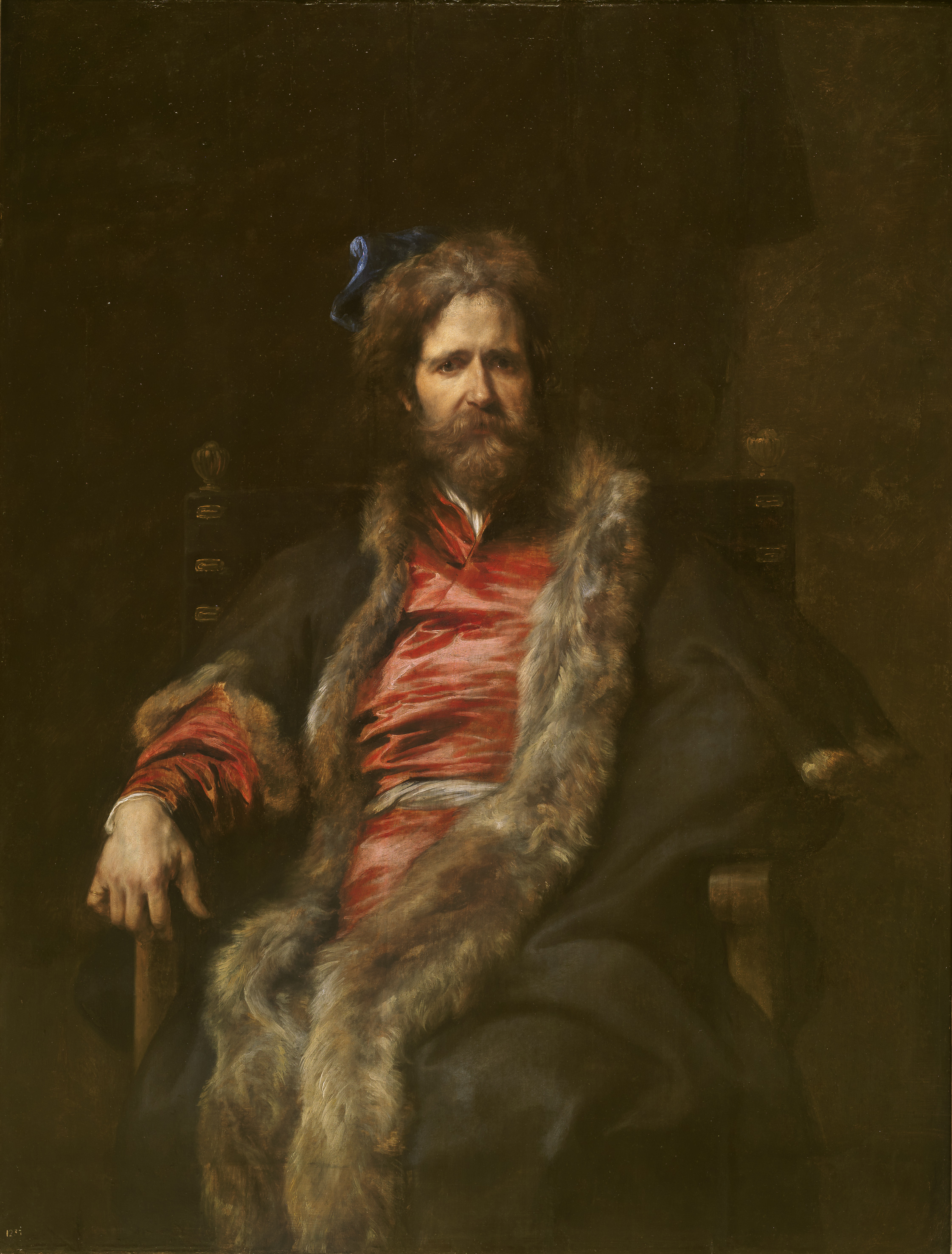
Portrait of Marten Rijckaert

The New York Times от 13 мая 1936 года сообщила о продаже части коллекции Уолтера Кларка, где была работа Ван Дейка «Portrait of Marten Rijckaert», которая в настоящее время находится в музее Прадо в Мадриде, Испания.
Некоторые вещи из его коллекции были проданы на аукционе Christie's в Нью-Йорке в июне 2007 года.